# Glynn Saulters
Grady Glynn Saulters (Minden, 10 febbraio 1945) è un ex cestista statunitense, professionista nella ABA.

## Carriera
Venne selezionato dai Cincinnati Royals al dodicesimo giro del Draft NBA 1968 (152ª scelta assoluta).
Con gli Stati Uniti disputò i Giochi olimpici di Città del Messico 1968.